# Kostel Saint-Charles-de-Monceau
Kostel Saint-Charles-de-Monceau (tj. svatého Karla z Monceau) je katolický farní kostel v 17. obvodu v Paříži, v ulici Rue Legendre. Kostel je zasvěcen svatému Karlovi Boromejskému a je pojmenován podle nedalekého parku Monceau.